# Google Accounts
Аккаунты Google (англ. Google Accounts — «аккаунт», «учётная запись») — это система общих учётных записей (аккаунтов) для пользования всеми сервисами корпорации Google. Таким образом, пользователь одного из сервисов Google получает в придачу и множество других.
Не все сервисы Google требуют наличия учётки Google, однако в некоторых случаях его использование даёт расширенные функции. При этом использование учётной записи не обязательно даже для тех, кто имеет такой аккаунт.

Обязательное использование учётной записи требуется в следующих сервисах:
Gmail, Blogger, iGoogle, Page Creator, Google Reader (прекратил работу), Google Talk, Блокнот Google, Веб-альбомы Picasa, Группы, Документы, История веб-поиска, Календарь, Карты, Panoramio (персонализированные, обычные доступны без использования учётки), Синхронизация браузера, AdSense, AdWords.